# Hasdai Crescas
Hasdai ben Yehuda Crescas (tiếng Catalunya: Cresques, tiếng Hebrew: חסדאי קרשקש‎) (1340, Barcelona - 1410 (1411?), Zaragoza) là triết gia, nhà thần học, chính khách và lãnh đạo người Do Thái Tây Ban Nha vào thế kỷ 14. Là Rabbi Do Thái giáo thành Zaragoza nhưng ông còn nổi tiếng trong giới triết gia Kitô giáo châu Âu. Ông ủng hộ Do Thái giáo thuần túy không lệ thuộc vào lý thuyết Aristoteles và dựa nhiều hơn vào khía cạnh tinh thần và tình cảm của con người. Các nhà viết tiểu sử xếp ông là một trong những triết gia Do Thái và triết gia trung cổ nói chung nổi bật nhất. Những quan điểm mới của Crescas về tính vô hạn và tự nhiên, không gian và thời gian góp phần tạo nên cuộc cách mạng chống Aristoteles trong triết học tự nhiên, từ đó hình thành nên ngành vật lý mới - cơ học cổ điển.

## Tiểu sử

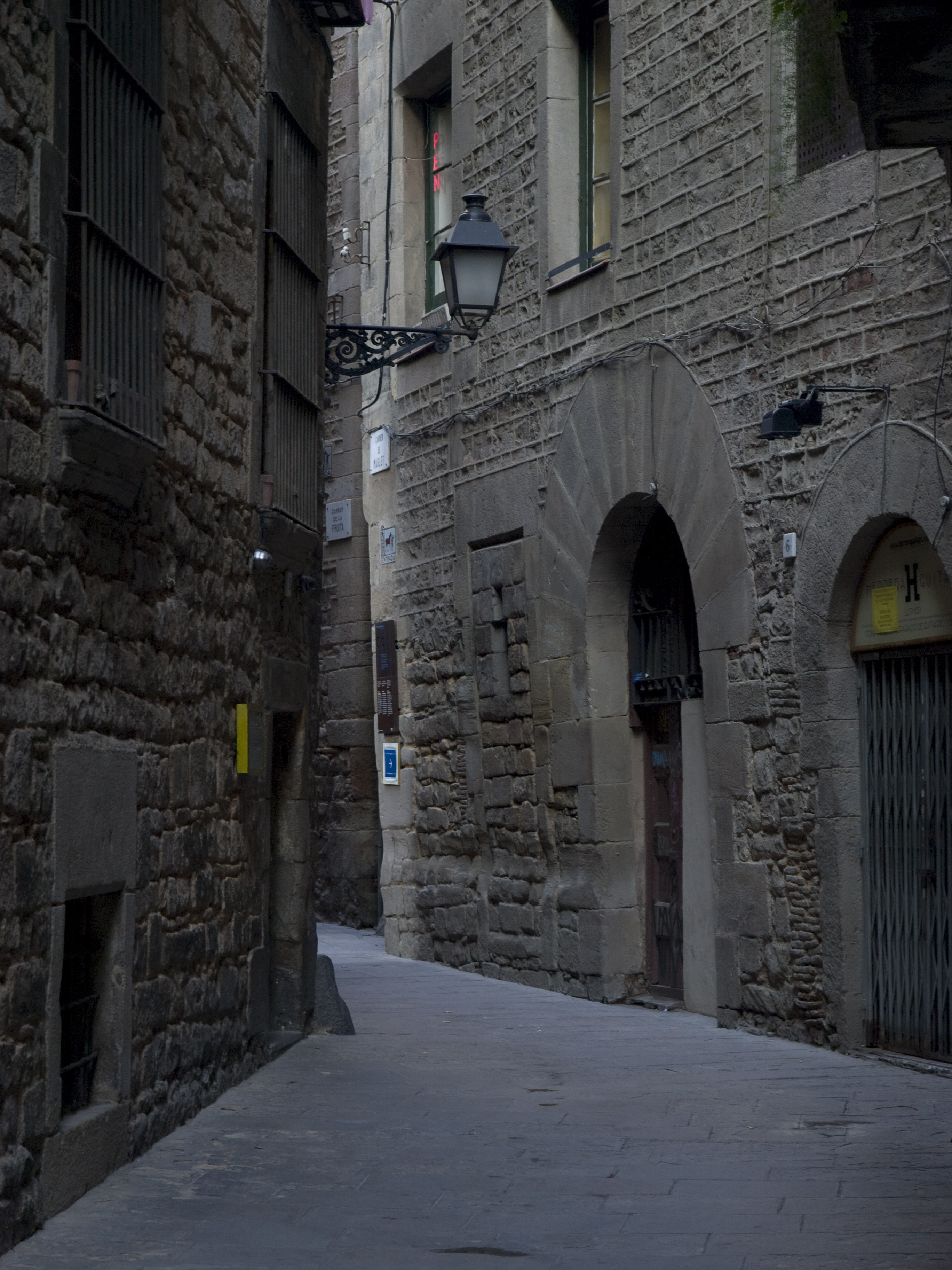
Quang cảnh nhà hội trong khu Do Thái ở Barcelona, nơi sinh của Crescas.

Hasdai ben Yehuda Crescas sinh khoảng năm 1340 trong một gia đình Do Thái truyền đời học giả tại ở Barcelona. Họ Crescas có từ nguyên khả dĩ trong tiếng Latinh: crescere nghĩa là lớn lên, tăng trưởng. Cha mẹ ông là Yehuda và Regina. Ngoài Hasdai, hai người còn có một con trai Shmuel và một con gái Venges. Trong lời nói đầu của Or Adonai (Ánh sáng của Chúa), Crescas viết về gia phả của mình: "Hasdai con trai Yehuda, con trai Hasdai, con trai Yehuda, con trai Hasdai, con trai Yehuda." Ở xứ Catalan, con trai sẽ lấy tên cha mình làm họ, nên cha Hasdai có tên Judah trong tiếng Do Thái và Crescas trong tiếng Catalunya. Ông nội Hasdai là rabbi nổi tiếng, bộ đáp từ của ông được Isaac ben Sheshet (Rivash) trích dẫn nhiều lần. Crescas thọ giáo rabbi Nissim ben Reuven (RaN) trứ danh trong đó có môn triết học. Bản thân RaN cũng nghiên cứu triết học và quen thuộc với những ý tưởng của Gersonides và William xứ Ockham. Crescas trở thành học trò yêu của RaN, được thầy coi gần như con trai, con trai của RaN là Reuven cũng gọi Crescas là anh trai. Một số sử gia cho rằng Reuven kết hôn với em gái Venges của Hasdai Crescas.
Tại Barcelona, Crescas và Rivash là bạn lâu năm, được gọi là "hai người vĩ đại đến từ Catalan", chính họ cũng gọi nhau bằng anh em trong thư từ. Rivash đã cùng Crescas viết chung về những vấn đề quan trọng như xung đột trong chức vụ rabbi tại Pháp. Hai người cùng nhau thành lập quỹ nghiên cứu kinh Torah và giúp đỡ những người Do Thái bị đàn áp ở Tây Ban Nha. Crescas giữ vị trí rabbi Do Thái Barcelona trong một thời gian. Ông kết hôn với Tolrana, có một con trai tên là Yehuda hoặc Crescas. Năm 1370, Hasdai Crescas tham gia cuộc thi giữa giới thi sĩ Do Thái Barcelona với Girona. Ông viết thể thơ selichot (tiếng Hebrew: סליחות - Cầu xin Chúa tha thứ), trong đó cầu nguyện Chúa chiến thắng "kẻ thù nghịch" (cám dỗ hoặc vật chất).

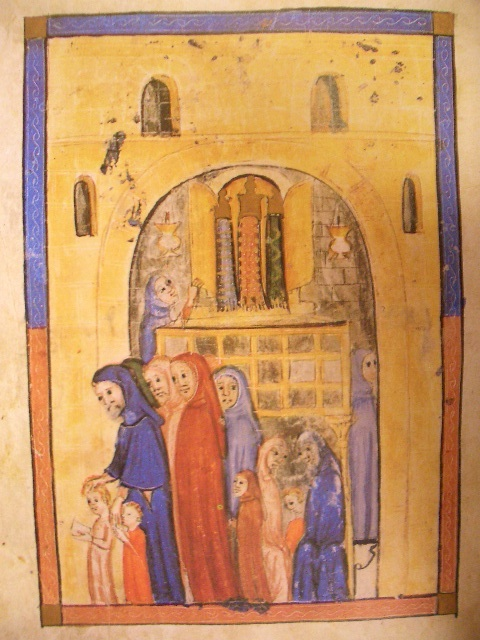
"Người Do Thái rời khỏi hội đường", tranh vẽ Lễ Vượt Qua Haggadah khoảng năm 1350 ở Zaragoza hoặc Barcelona

Crescas cũng quan tâm đến Kabbalah, có thể thấy được  điều này trong các bản thảo Kabbalah ẩn danh hay như bài viết của chính ông về ý nghĩa lời cầu nguyện Kaddish.
Nhiều tư liệu cho rằng do âm mưu của những kẻ chống đối, Crescas phải ngồi tù một thời gian trong năm 1378 vì tội phạm thượng Bánh Thánh. Các tư liệu khác nói ông bị cầm tù 5 tháng trong năm 1373. Năm 1383, ông tham gia đàm phán với vua Pedro IV xứ Aragon về việc khôi phục quyền lợi cho người Do Thái. Sau khi Pedro IV băng hà, từ năm 1387 đến 1396, Crescas là quân sư cho vua Juan I và hoàng hậu Violante của Aragón, ông làm việc trong các cung điện tại Barcelona và Zaragoza. Hoàng hậu Violante sinh ra ở Pháp là người yêu thích và khuyến khích phát triển khoa học nghệ thuật, những lĩnh vực mà Crescas tham gia. Vua và hoàng hậu xưng Crescas là thầy và người Do Thái trong triều (tiếng Catalunya: juheu de casa nostra). Rivash làm rabbi tại Zaragoza từ năm 1370 đến năm 1385 rồi chuyển đến Valencia, vua cử Crescas về làm rabbi Zaragoza. Tại đây, ông gặp gỡ thư ký của nhà vua là Bernat Metzhe đại diện của chủ nghĩa nhân văn sơ khai, tác giả bài thơ Lo somni. Crescas có thể chịu ảnh hưởng từ Metzhe. Ít nhất từ năm 1389 cho đến khi qua đời, Crescas chính thức là rabbi tại Zaragoza, triều đình coi ông là lãnh đạo toàn quyền quyền xét xử người Do Thái ở Aragón, có nguồn còn cho biết ông là rabbi của cả Aragón.
Năm 1391, do tuyên truyền bài Do Thái cũng như cái chết đột ngột của vua Castile, Tây Ban Nha diễn ra làn sóng tàn sát. Toàn bộ cộng đồng Do Thái không còn được phép tồn tại, hoặc chọn rửa tội để cải đạo hoặc chết. Đa số người Do Thái chọn cái chết để giữ đức tin, một số nhỏ thoát được và hầu hết buộc phải chấp nhận cải đạo. Ở các nơi khác, người Do Thái cố gắng với hy vọng nhỏ nhoi để việc này không lan đến, như ở Barcelona dân Do Thái chiếm chưa đến 10% dân số. Đã có những trường hợp tự sát và hoặc tự ra tay giết toàn bộ người trong nhà chỉ để tránh rửa tội. Làn sóng tàn sát lan sang Aragón. Vua Juan I ở Zaragoza cấm không được thực thi việc này, nhưng tình hình ở Barcelona thì không suôn sẻ. Bất chấp vua Juan I ra chiếu thư chống lại việc giết chóc, trong đó đặc biệt nhấn mạnh phải bảo vệ "người Do Thái trong triều đình và quân sư Crescas", con trai duy nhất khi ấy của Crescas đã tử đạo ở Barcelona ở tuổi hai mươi, ngay trước hôn lễ dự kiến. Một ghi chép cho biết Crescas đã cứu được Reuven (con trai RaN) và gia đình. Crescas mô tả lại diễn biến cuộc cuộc tàn sát trong thông điệp gửi dân Do Thái ở Avignon. Có thể Crescas gửi tới Avignon vì khi ấy Giáo hoàng đang ở đó là nhân vật ra quyết sách về người Do Thái. Nhà vua và Crescas dường như hy vọng rằng giáo hoàng sẽ ra lệnh chấm dứt giết chóc. Một số tư liệu còn chép Crescas lập ra các đơn vị Do Thái tự vệ ở Zaragoza, sử dụng thêm cả lính đánh thuê.
Sau pogrom, Crescas lãnh đạo việc khôi phục cộng đồng Do Thái ở Barcelona và Valencia. Dân Do Thái tại Pháp cũng nhờ ông giúp đỡ. Zaragoza trở thành trung tâm Do Thái ở Bán đảo Iberia. Crescas được vua cho phép lấy vợ lẽ là Jamila để tránh tuyệt tự do con trai độc nhất bị giết. Jamila sinh cho ông ba gái: Mira, Sima và Duenia, và một trai tên là Yehuda hoặc Crescas. Năm 1396, Crescas sửa đổi đạo luật cơ bản dành cho người Do Thái, giúp tăng cường tập trung quyền lực đến mức Violante phải ra lệnh bãi bỏ một số điều chỉnh vào năm 1399. Crescas cố gắng thương thuyết với Carlos III để bố trí cho dân Do Thái tị nạn ở Navarra. Năm 1401, trong tư cách sứ thần vua Aragón Martin I, Crescas đến Pamplona tiếp kiến vua Carlos III. Cuộc gặp mặt này có thể đã đề cập đến nơi ăn chốn ở cho dân Do Thái. Carlos III ra sắc lệnh tuyên bố dân Do Thái mang lại ích lợi cho quốc gia và chấp nhận họ là thần dân. Crescas cũng tổ chức tái định cư cho nhiều người Do Thái ở Palestine qua những thương thuyết với sultan Barquq az-Zahir. Một số sử gia cho rằng Crescas đã cố gắng giành quyền tự trị cho người Do Thái tại Palestine. Cùng thời Crescas, nhà Kabbalah Moses Boniak Botharel thành Cisneros tự xưng là Đấng Messiah. Crescas thừa nhận Botarel khả dĩ có khả năng như vậy.
Giống như Nachman thời trước, Crescas dự phần vào các tranh chấp Kitô-Do Thái nhằm bảo vệ dân Do Thái. Ông viết ít nhất hai cuốn sách bằng tiếng Catalunya luận chiến với người theo Kitô giáo. Một cuốn còn lại đến ngày nay, nhưng được diễn ngôn bằng tiếng Hebrew. Không giống tất cả các tài liệu khác cùng chủ đề, tác phẩm Crescas không xuất phát từ việc trích dẫn và phân tích Kinh Thánh, mà dùng lập trường triết học và logic học để chỉ trích Kitô giáo. Ông quan niệm tôn giáo không nên ép người khác phải tin vào những điều phi logic.
Crescas cũng mời Efodi viết sách tranh luận, còn lại là bài luận Klimat goyim (tiếng Hebrew: כלימת גויים - Nỗi hổ thẹn của các dân tộc). Crescas rõ ràng là nhà tranh luận trứ danh, một số tranh luận thành công của ông được học trò trích dẫn lại. Tuy vậy, cuộc tranh luận lớn nhất lịch sử (Tranh luận Tortosa) lại chỉ diễn ra hai năm sau khi Crescas qua đời, chủ chốt phe Do Thái khi ấy là học trò của Crescas Josef Albo và rabbi Zaragoza kế nhiệm Crescas là Zerachiah Halevi. Thực tế là cả hai phe Kitô hay Do Thái đều liên tục trích dẫn Crescas tuyên bố về Đấng Messiah. Có bằng chứng cho thấy khi về già, Crescas thực hành Kabbalah và nổi tiếng về tài làm phép lạ.
Crescas tham gia nhiều việc với khối lượng khổng lồ khiến tác phẩm chính Or Adonai (Ánh sáng của Chúa) chỉ được hoàn thành sáu tháng trước khi qua đời (trong khoảng từ tháng 12 năm 1410 đến tháng 2 năm 1411). Sau Crescas, hàng loạt học trò đã dịch và xuất bản các tác phẩm của ông, đồng thời dựa trên đó tạo nên những tác phẩm mới. Ví dụ, Josef Albo đã viết sách triết học Nguyên lý nền tảng (tiếng Hebrew: ספר העקרים, đã Latinh hoá: Sefer ha-Yikkarim) tạo ra ảnh hưởng lớn. Một học trò nổi tiếng khác là Joseph ibn Habib viết cuốn Luận của Joseph (tiếng Hebrew: נימוקי יוסף, đã Latinh hoá: Nimuke Yosef). Tất cả những tác phẩm này đều được tuyển chọn trong kinh Talmud phổ biến.
Theo tục truyền, những người Do Thái ở Zaragoza có nguy cơ bị tiêu diệt vì giả vờ dâng cho vua Martin I những cuộn Torah (ứng với vinh quang cao nhất) khi mà hòm dâng trống không. Người gác hội đường được báo mộng việc này và ngăn chặn kịp thời. Sự kiện trở thành "Purim Zaragoza" và được tưởng niệm vào ngày 17-18 tháng Shevat. Dù có thể chỉ là tin đồn nhưng thực tế là sau khi Crescas qua đời, người Do Thái ở Zaragoza vẫn được bình yên cho đến khi bị trục xuất khỏi Tây Ban Nha năm 1492. Sau đó, khu Do Thái cổ thời Crescas bị phá đi xây lại hoàn toàn, chỉ giữ lại một số đường phố cũ và cũng bị đổi tên khác đi. Theo như tư liệu còn lại, Crescas sống tại khu Do Thái cổ trên đường Torneros (tiếng Tây Ban Nha: de los Torneros), nay là đường Verónica.

Dấu vết khu Do Thái cổ ở Zaragoza
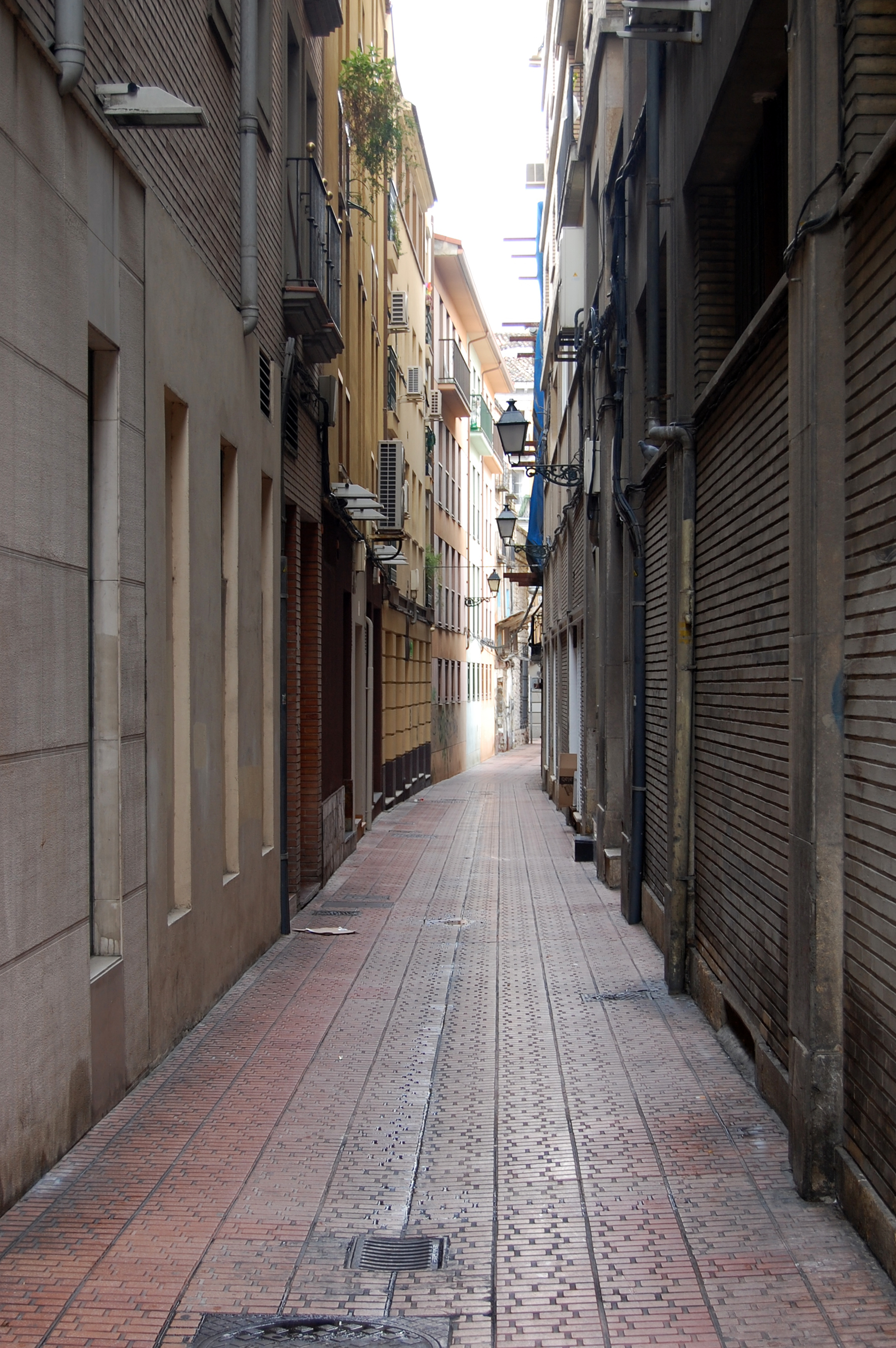
Đường phố và "Nhà hội của bảy con phố"
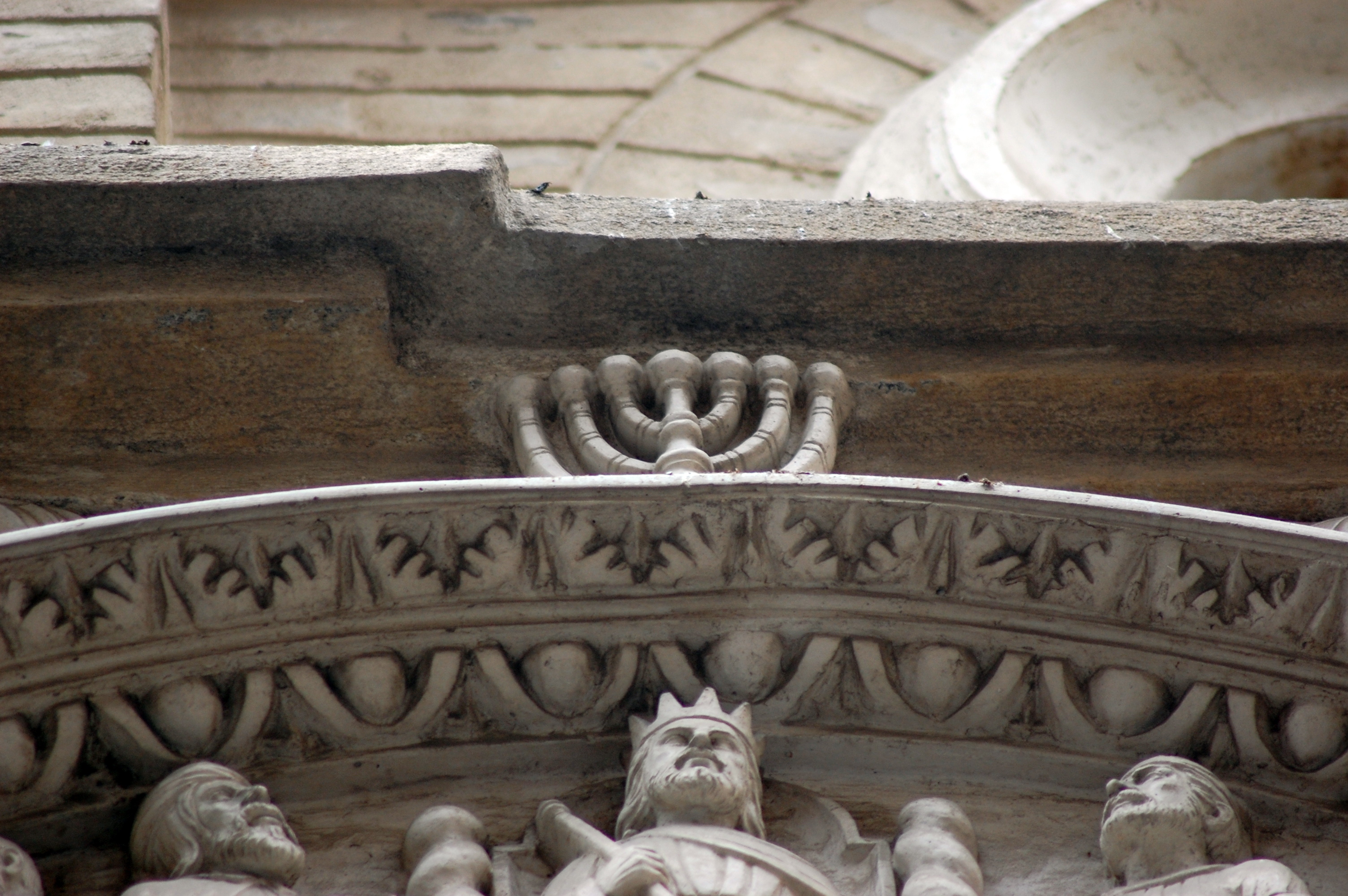
Chi tiết mặt tiền với các biểu tượng Do Thái
Khu Do Thái cổ (màu cam) và khu mới (màu tím) trên bản đồ Zaragoza

## Tác phẩm

### Or Adonai

#### Nội dung
Tác phẩm chính của Hasdai Crescas là Or Adonai (tiếng Hebrew: 'אור ה - Ánh sáng của Chúa). Ông bắt đầu viết muộn nhất là từ năm 1405 và hoàn thành vào mùa đông 1410-1411 cũng là năm cuối đời. Tác phẩm là sự trình bày tín điều Do Thái giáo một cách hệ thống, bên cạnh những khám phá, lập luận nguyên bản và sâu sắc, thuần túy triết học hơn bất kỳ luận thuyết Do Thái Trung cổ nào khác. Tác phẩm này nhằm chống lại nền tảng triết học Aristoteles, không chỉ từ quan điểm tôn giáo mà còn từ quan điểm triết học; như trong lời nói đầu:
Nguyên nhân sai sót và nhầm lẫn là do dựa vào lời và các bằng cớ của người Hy Lạp [Aristoteles], và ta thấy phải chỉ ra sai lầm của những bằng cớ này... cũng là [bằng cớ] mà tôn sư chúng ta [Maimonides] đã dựa vào... cho tất cả nhận ra sự nhầm lẫn về nghi vấn đức tin chỉ để phá bỏ Torah.
Crescas trình bày ý tưởng mình với phong cách giản dị với đặc trưng ngắn gọn khúc chiết, bất chấp những giới hạn thuật ngữ triết học trong tiếng Hebrew trung cổ. Ông sử dụng vũ khí riêng là phân tích logic và chứng thực để chống lại tư tưởng Aristoteles. Sự chỉ trích Aristoteles của Crescas có ý nghĩa lịch sử; bảo vệ quyền tự do trong việc giải kinh Torah, đồng thời ủng hộ việc giải phóng triết học và khoa học khỏi những dạy dỗ và nhận thức giáo điều của Aristoteles.
Tác phẩm Or Adonai được chia làm bốn sách, với những chủ đề sau:
- bối cảnh hay nguồn cội (tiếng Hebrew: שורשים, đã Latinh hoá: shorashim) Torah;
- căn bản (tiếng Hebrew: פינות, đã Latinh hoá: pinnot) Torah (các thuộc tính của Chúa và mối liên hệ của Ngài với thế gian);
- các bắt buộc khác về đức tin quy định theo Torah;
- những ý tưởng hoặc suy đoán mang tính tùy chọn.

Trong đó, sách đầu tiên nổi bật nhất về mặt triết học. Tiếp nối Maimonides, Crescas liệt kê những cội nguồn trong Torah về sự tồn tại, tính nhất thể và toàn thể của Chúa. Crescas dùng ba phần trong sách để bác bỏ tư tưởng Aristoteles cũng như lời dạy của chính Maimonides, đồng thời vạch ra phát triển triết lý của mình. Sách thứ hai trình bày nền tảng để hiểu kinh Torah, bàn về bản chất, thuộc tính của Chúa và mối liên hệ giữa Ngài với thế giới vật chất. Sách thứ ba dùng để diễn giải chân lý, Torah trở thành lời dạy dỗ hướng dẫn đáng tin. Quyển bốn là những phát ngôn để độc giả tự suy ngẫm rồi đưa đến quyết định chấp nhận hay khước từ.
Crescas lên ý tưởng để viết phần tiếp theo cho Or Adonai trong toàn bộ Ner Alohim nhưng lại qua đời đột ngột. Một phần trong lời tựa Or Adonai cũng được Crescas dùng làm tựa phần tiếp theo phê bình Maimonides về Halacha. Như thường lệ, Crescas chỉ trích Maimonides không dựa trên nguồn Torah, không những thế còn phê bình tham vọng mô tả toàn bộ luật (truyền khẩu) mà trong tương lai sẽ còn thay đổi, và không hề có nền tảng cho các điều răn.
Trong trước tác Do Thái trung cổ, Crescas được Josef Albo, Abrabanel và những người khác trích dẫn. Nhà nghiên cứu Harry Wolfson coi Crescas là người sáng lập triết học phê bình. Giáo sư Warren Harvey mô tả Maimonides là triết gia Do Thái trung cổ quan trọng nhất còn Crescas là nhà phê bình Maimonides quan trọng nhất.

#### Ấn bản

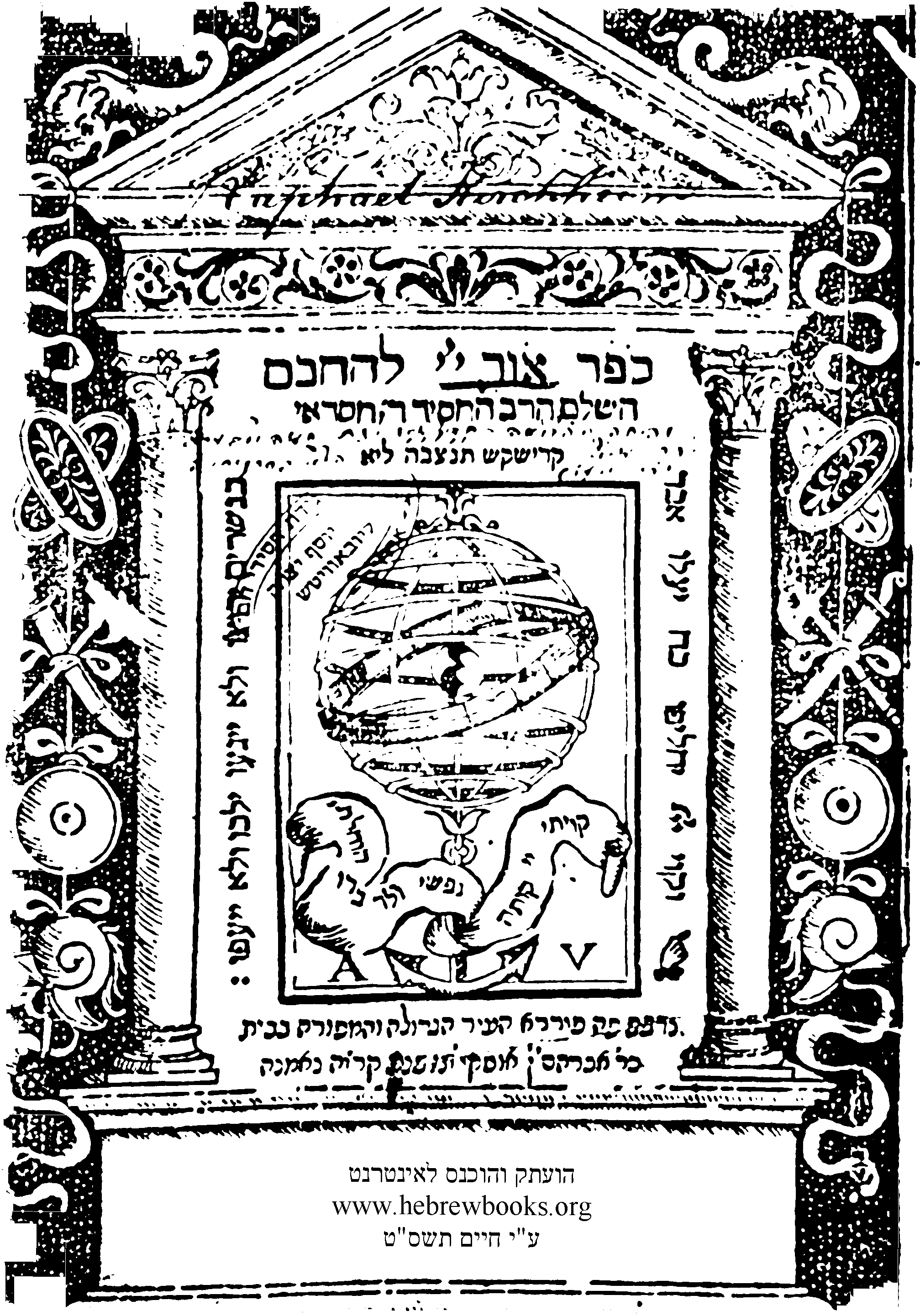
Trang tựa Or Adonai, ấn bản năm 1555, Ferrara

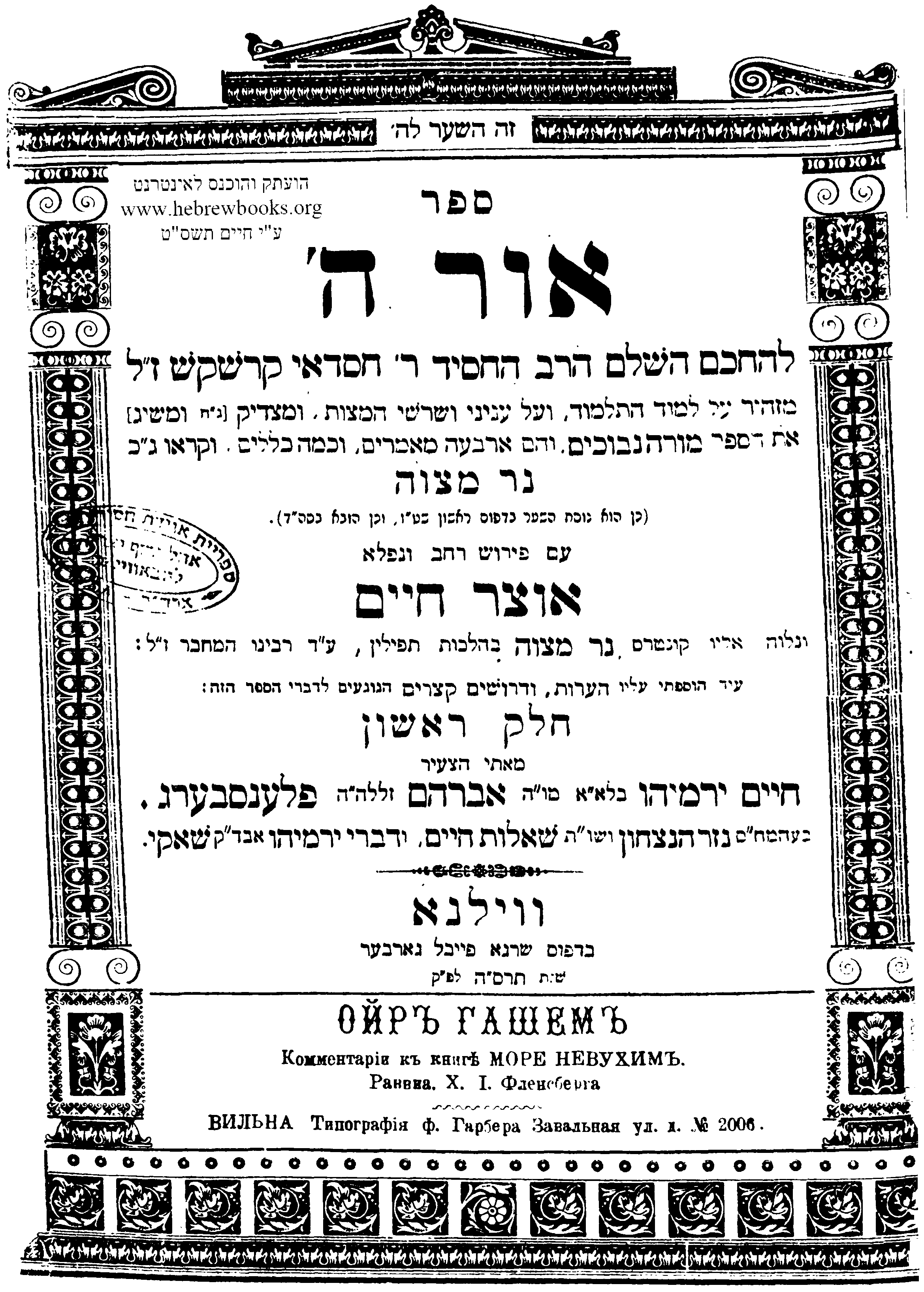
Trang tựa Or Adonai, ấn bản năm 1905, Vilnius

Tổng số không dưới 11 bản thảo được tìm thấy ở Paris, Viên và Firenze, một số do học trò chép lại. Sách được in lần đầu tại Ferrara năm 1555, in lại tại Viên năm 1859, Johannesburg năm 1861, Vilnius năm 1905. Văn phong Crescas rất ngắn gọn, có những thiếu sót đáng kể khi dẫn lại ý kiến tác giả khác. Các ấn bản đều có nhiều lỗi, nên khi thực hiện ấn bản từng chương riêng rẽ năm 1980, vấn đề cơ bản là phải khôi phục văn bản gốc cũng như làm rõ các thuật ngữ Do Thái trung cổ khó. Bản hiện tại do rabbi Shlomo Fischer soạn ra cùng bảng chú giải thuật ngữ và ghi chú. Giáo sư Warren Zeeb Harvey cho ra đời ấn bản phê bình khoa học đầu tiên cho Or Adonai.

### Tác phẩm khác

#### Thi nguyện
Crescas sáng tác bài thơ này theo kiểu selichot (tiếng Hebrew: סליחות - sự tha thứ) trong một cuộc thi năm 1370. Trong đó, Crescas cầu xin Chúa chiến thắng "kẻ thù nghịch" (hữu hình hoặc vô hình). Bài thơ gán lực lượng "thù địch" này ở dạng thức giống cái, còn tâm trí (đại diện cho phẩm chất tích cực tốt đẹp) là giống đực. Crescas giải thích lấy nguyên liệu thơ văn này từ Platon và Maimonides. Đối với ông, Platon là "người đứng đầu các soạn giả ngụ ngôn" còn Maimonides là "sự tô vẽ các nhà thông thái".

#### Bài luận Kabbalah về ý nghĩa lời nguyện Kaddish
Có thể Crescas viết khi đang giảng dạy tại Barcelona, phần lời tựa có thể do một học trò viết thêm vào. Bài luận rút ra sự tương đồng giữa mười lời nguyện Kaddish với mười Sephirot. Trước đó, những người theo thuyết Kabbalah trường phái Girona cũng phát triển ý tưởng tương tự.

#### Luận chiến chống Kitô giáo

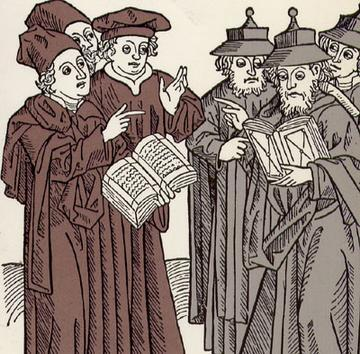
Tranh biện Kitô giáo và Do Thái giáo, bản khắc của Johann von Armssheim, 1483

Nhằm chống lại rất nhiều tác phẩm Kitô giáo dành chbo người Do Thái và người cải đạo, Crescas viết cuốn Bác bỏ các nguyên tắc Kitô giáo bằng tiếng Catalunya (1397-1398). Tác phẩm hiện nay chỉ còn sót lại một phần trong cuốn Bittul ikarei ha-notzrim (tiếng Hebrew: ביטול עקרי הנוצרים) năm 1451. Crescas tin rằng tôn giáo không nên buộc mọi người tin vào những điều phi logic và ông chỉ trích Kitô giáo từ lập trường triết học và logic chứ không theo cách diễn giải Kinh thánh. Trong lời nói đầu, Crescas viết rằng nhiều người đáng kính và quan trọng đã yêu cầu ông viết bài này. Một số sử gia còn cho rằng trong đó có cả những Kitô hữu muốn hiểu hơn về Do Thái giáo. Sách có 10 chương, mỗi chương phân tích một triết thuyết Kitô giáo.

#### Bài giảng lễ Vượt Qua
Năm 1988, Aviezer Ravitzky (אביעזר רביצקי) xuất bản ấn phẩm học thuật và phân tích chi tiết Bài giảng lễ Vượt Qua của Crescas được tìm thấy trong hai bản thảo tiếng Hebrew. Bài giảng đáng giá về mặt khoa học vì được viết trước Or Adonai nên có thể nhìn ra được quan điểm Crescas biến đổi ra sao, cũng như quan điểm đó ảnh hưởng đến từng giai đoạn cuộc đời ông. Ví dụ, ảnh hưởng của Abner thành Burgos chỉ có thể nhận thấy trong giai đoạn sau cuộc đời Crescas.

#### Biên niên sử pogrom 1391
Tác phẩm được viết dưới dạng một bức thư gửi cho dân Do Thái ở Avignon với phong cách hướng thượng ẩn chứa bên trong nhiều ám chỉ đến các sách Kinh Thánh, đặc biệt là Sách Ca Thương. Thư đề ngày 19 tháng 10 năm 1391 (ngày 20 tháng Cheshvan năm 5151 lịch Do Thái) mô tả làn sóng pogrom nổ ra ở Sevilla ngày 4 tháng 6 năm ấy (ngày 1 tháng Tammuz). Crescas không đi sâu vào nguyên nhân sự kiện bi thảm này như là do tổng phó tế Ferrando Martinez kích động và triều đình Castile bạc nhược không kiểm soát được, mà đề cập rằng chính quyền Aragón đã chống lại việc thực thi pogrom. Thư trình bày chi tiết địa điểm và số lượng người chết, do bị xử tử hoặc tự sát để không bị ép rửa tội cải đạo. Crescas đặc biệt chú ý đến những việc xảy ra tại Toledo và Barcelona. Ở Toledo, con cháu của nhà giải kinh Talmud nổi tiếng Asher ben Yechiel (Rosh) đã chết, chắt của ROSH đã tự tay giết vợ con. Chính quyền cố gắng ngăn chặn pogrom và bắt giữ một số kẻ chủ mưu, nhưng đám đông cuồng loạn đã cướp ngục thả chúng ra để tấn công dân Do Thái. Người Do Thái phải tự co cụm nhốt mình trong các lâu đài (tháp) để trốn tránh. Dân Do Thái cũng định dùng vũ trang phản ứng lại, nhưng kẻ thù đông gấp nhiều lần và có đầy đủ vũ khí hơn. Người Do Thái kẻ bị giết, kẻ gieo mình hoặc dùng gươm tự vẫn, hoặc đơn giản là đi ra đường để bị giết. Con trai 20 tuổi Crescas đã chết. Một số ít trốn thoát được và như vậy cáo chung cho cộng đồng Do Thái ở Barcelona. Rivash cũng bị ép rửa tội cải đạo, về sau ông trốn được sang Bắc Phi và quay trở lại với đức tin cũ.

## Triết lý Crescas

### Thần học Crescas
Thần học Crescas ảnh hưởng từ môi trường biến đổi bên ngoài, chủ nghĩa duy lý triết học không còn là mối đe dọa chính với người Do Thái nữa mà khi ấy Kitô giáo mới là vấn đề lớn. Áp lực thống trị, tranh biện và rửa tội cải đạo dẫn đến việc Crescas viết bài luận chống Kitô giáo. Dư âm tranh biện có thể thấy được qua Or Adonai.

#### Nền tảng tín lý
Crescas chỉnh lại 13 nguyên tắc đức tin nổi tiếng của Maimonides xuống còn 6. Crescas cho rằng nếu phủ nhận các nguyên tắc này cũng giống như việc phủ nhận toàn bộ kinh Torah:
1. Chúa toàn tri
2. Chúa trông chừng tạo vật
3. Chúa toàn năng
4. Chúa ban lời tiên tri
5. Con người có ý chí tự do lựa chọn
6. Công cuộc Sáng tạo có mục tiêu tối thượng

Tiếp theo là các nguyên tắc dựa trên Torah, nhưng nếu bác bỏ chúng thì không có nghĩa là phủ nhận Torah:
1. Thê giới được sáng tạo từ hư vô
2. Linh hồn bất tử
3. Thiện, ác có nhân quả báo ứng
4. Sự phục sinh từ cõi chết
5. Giá trị đời đời của Torah
6. Lời tiên tri Moses là chân lý
7. Tin vào Urim và Thummim
8. Tin rằng Đấng Messiah sẽ đến

Ngoài ra còn có danh sách tín điều dựa trên Torah, nhưng không bắt buộc đối với đức tin Do Thái giáo. Crescas cho rằng cơ sở Do Thái giáo không phải nằm ở sự hiểu biết về trí tuệ. Mặc dù trí tuệ có thể dẫn đến việc thông hiểu nền tảng đức tin, nhưng nền tảng chính vẫn là sự mặc khải thiên thượng (đến từ Chúa), nên cơ sở chắt lọc từ Torah là đầy đủ.

#### Nguyên tội
Tuy có nhiều nhà giải kinh Do Thái chỉ ra bản chất con người bị biến đổi sau khi Adam phạm tội, nhưng Crescas gần như là triết gia Do Thái trung cổ duy nhất diễn giải sự sa ngã ấy là nguyên tội, và đã có tội thì cần phải đền tội. Crescas dựa trên Kinh Talmud "khi đến với Eva, con rắn đổ ô uế lên chúng ta (tiếng Hebrew: זוהמה, đã Latinh hoá: zuhama), nhưng khi dân Israel đứng trên núi Sinai, sự ô uế đã bị đạp xuống". Crescas giải thích rằng Adam sa ngã nên con người có ham muốn mãnh liệt về vật chất. Về sau, khi Abraham sẵn sàng hiến Isaac làm sinh tế từ đó giống như đã dâng toàn bộ dân Israel làm của lễ đền tội. Vì điều này, Đức Chúa Trời đã lập "Giao ước mới" với Abraham và cứu ông thoát khỏi khuynh hướng vật chất. Điểm nhấn trong cách diễn giải của Crescas là coi việc hi sinh Isaac như là nguyên mẫu cho cả dân tộc Israel, có thể hiểu được do chính ông bị ảnh hưởng từ cái chết của con trai mình. Như vậy, akeda (tiếng Hebrew: עקדה) với nghĩa "buộc vào Isaac" cùng với giao ước với Abraham bằng phép cắt bì như một dấu ấn trên xác thịt là sự trả giá cho nguyên tội.

#### Ý nghĩa giới luật
Từ lập luận trên có thể thấy Crescas coi một trong ý nghĩa các điều răn (giới luật) chính là sự chuộc tội. Khi ấy, Crescas cũng viện dẫn ý nghĩa khác để tranh biện với Kitô hữu là những người cho rằng điều răn chỉ có giá trị lịch sử, chỉ có ý nghĩa vào giai đoạn loài người sơ khai. Crescas phản đối rằng dòng dõi Abraham tại Ai Cập (hàm ý trước cả thời Moses) đâu phải là giai đoạn mông muội thấp kém nào, mà họ vẫn biết đến sự tự bỏ mình cùng giữ nhiều điều răn khác.
Crescas cho rằng giới luật được dùng với nhiều mục đích: sơ khởi, trung bình và tối hậu. Trước tiên, nhờ điều răn mà một người sửa được tính nết, hoàn thiện trí tuệ và đạo đức, thiết lập cấu trúc xã hội công bằng và khơi dậy lòng nhân ái với nhau. Nhưng theo Crescas, đây chưa phải ý nghĩa tối hậu của những điều răn.
Ý nghĩa tiếp theo là sự đảm bảo linh hồn được toàn hảo để tồn tại ngay cả sau khi (thân xác) đã chết. Tuy nhiên, mục đích quan trọng nhất lại là dấy tình yêu của một người với Chúa, được gắn kết với Ngài, từ đó dẫn họ đến phước hạnh (eudemonism). Tình yêu là mục đích tối thượng không phải chỉ cho bản thân điều răn, mà còn là đối tượng mà điều răn tác động đến. Con người đạt cảnh giới này khi liên tục ở trong sự hiện diện của Chúa, khi còn sống hay cả sau lúc qua đời.

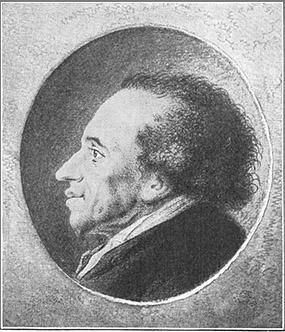
Moses Mendelsohn

Có thể thấy diễn giải Crescas là sự sáng tạo dựa trên các ý tưởng của Yehuda Halevi, Maimonides, Gersonides, Abraham ibn Daud và Saadia Gaon. Khác với nhiều tiền bối, Crescas không dùng khái niệm "giới luật thưởng phạt" để đánh giá theo công đức con người. Crescas cho rằng giới luật không dựa trên điều này mà dùng để kêu gọi hoàn thiện con người nhằm mang lại linh hồn bất diệt. Điều này cũng là bất đồng giữa Crescas với Maimonides và Gersonides: Crescas phủ nhận sự bất tử của linh hồn chỉ nằm ở tâm trí, mà cả những phần nhân cách khác như cảm xúc (trên hết là tình yêu dành cho Đấng toàn năng) cũng bất tử cùng trong linh hồn. Trí tuệ không đảm bảo được linh hồn bất tử, nhưng một số hiểu biết là cần thiết để làm nền tảng cho Kinh Torah và những điều răn trong đó. Ngoài ra, Crescas cũng khước từ thuyết luân hồi của Kabbalah vì ông chỉ tiếp thu một số ý tưởng riêng biệt chứ không phải toàn bộ hệ tư tưởng Kabbalah.
Điểm thú vị là cách Crescas giải thích giới luật đầu tiên. Trái ngược cách hiểu thông thường của Maimonides, Crescas dứt khoát phản đối việc điều răn chỉ tồn tại trong phạm trù đức tin. Ông chứng minh theo ba cách (logic, halakha, tâm lý học) rằng không có giới luật nào bắt phải tin cả, kể cả trên tất cả là phải tin vào Chúa. Crescas cho rằng giới luật chỉ tác động lên hành động. Quan điểm này cộng hưởng mạnh cho lời dạy dỗ của Moses Mendelssohn. Tác phẩm chính cuối cùng của Mendelssohn là Jerusalem đã chỉ trích Maimonides rời bỏ truyền thống Do Thái cổ là không biên soạn tín điều. Mendelssohn đã dùng đến lập luận Crescas, Albo và những người khác để viết. Vậy có thể coi Crescas là người đặt nền móng cho ý tưởng về giới luật chỉ tồn tại trên phương diện hành động (Chính hành Do Thái). Một số nhà tư tưởng hiện đại như Yeshayahu Leibowitz cũng ủng hộ thuyết này và coi Crescas như một triết gia tôn giáo vĩ đại.

#### Nan đề về thuộc tính Thiên Chúa
Thời Trung cổ thường đưa ra tranh luận những nan đề liệu Chúa có những thuộc tính (theo góc nhìn con người) tích cực hay không, cụ thể là làm thế nào để hiểu "thương xót", "nhân từ" và những từ tương tự trong mối liên hệ với Chúa. Maimonides có quan điểm cực đoan về vấn đề này. Tất cả những từ nào áp dụng cho Chúa chỉ được coi là "tình cờ" thuần túy đồng âm nhưng khác nghĩa với từ dùng cho đối tượng khác. Những chỗ nào Kinh Thánh nói về Chúa thì đều mang nghĩa ẩn dụ, không hề và không thể có sự tương đồng hay giống nhau giữa Chúa với bất kỳ đối tượng nào khác.
Nhiều nhà tư tưởng khác không đến mức như vậy. Gersonides tin rằng có mối liên hệ nhất định giữa những từ ngữ dành cho Chúa với khi nói về một đối tượng khác. Nghĩa dành cho Chúa chân chính là nghĩa gốc, còn khi nói về đối tượng khác thì đã bị bóp méo và đơn giản hóa đi.
Lúc đầu Crescas thống nhất ý tưởng với Maimonides và chỉ trích Gersonides gay gắt. Một thời gian sau, bị ảnh hưởng từ các học giả Latinh, rồi đến Kabbalah, đặc biệt là Azriel xứ Girona, Crescas chuyển hướng sang Gersonides:
Tuy nhiên, ý nghĩa chung của từ [tồn tại] là đối tượng không vắng mặt thuộc tồn tính tồn tại, nên nó được nói về Chúa <đáng phước hạnh thay Ngài> và các đối tượng khác mà không bị vắng mặt thuộc tính tồn tại. Chỉ (khác) nói về Chúa theo nghĩa tiên nghiệm, còn đối tượng khác thì là hậu nghiệm. Như vậy, từ "tồn tại" được chỉ về Chúa và (cả) những đối tượng khác không phải là ngụy biện, mà như câu chữ nước đôi.
Sau đó, Crescas mở rộng tiếp, khẳng định sự tồn tại những thuộc tính cốt tủy (tiếng Hebrew: תארים עצמיים, đã Latinh hoá: te'arim atzmi'im) được xác định qua mười sephirot.
Lập trường này rất gần với tư tưởng Kitô giáo, đến nỗi ngay cả khi chỉ trích Kabbalah, Rivash cũng so sánh đức tin "một số triết gia" vào mười thuộc tính Sephirot với tín lý Ba Ngôi trong Kitô giáo. Shem Tov Ben Yosef Ibn Shem Tov là dịch giả tác phẩm Bác bỏ nền tảng đức tin Kitô giáo (tiếng Hebrew: ביטול עקרי הנוצרים, đã Latinh hoá: Bittul ikarei ha-notzrim) cũng ghi nhận tương tự khi nói về việc Crescas phân tích tín lý Ba Ngôi. Crescas duy trì được tư tưởng chính thống về tính hiệp nhất và phi vật chất của Thiên Chúa. Crescas minh họa bằng hình ảnh lửa và than lấy trong sách Sefer Yetzirah (Tạo vật): lửa (ví với thuộc tính) không tồn tại nếu không có than (ví như chất), nhưng lửa không phải là than. Kết quả là, Crescas tin rằng Chúa siêu việt và không thể biết thấu được, nhưng nội tại Ngài có các thuộc tính cốt yếu (sephirot). Nhà Kabbalah nổi tiếng sau này Meir ibn Gabbai đánh giá cao những mô tả về sephirot của Crescas.

### Siêu hình học

#### Bằng chứng Thiên Chúa hiện hữu
Crescas dẫn lại bằng chứng vũ trụ học của Maimonides về sự tồn tại của Thiên Chúa xuất phát từ chuyển động quay của thiên cầu, nhưng cũng bác bỏ nhiều điểm. 
Nghiên cứu bằng chứng của Giảng sư về sự tồn tại của Chúa, thể hiệp nhất của Ngài, rằng Ngài là vô hình nhưng không phải là một thế lực trong vật thể. Chúng ta sẽ xem xét từ hai quan điểm. Thứ nhất, Maimonides dựa vào nhiều điều còn mơ hồ làm tiền đề. Thứ hai là liệu chứng minh của Maimonides có chắc chắn hay không, ngay cả khi những tiền đề này được chứng minh... Vì lập luận xác lập tính đúng đắn của những bằng chứng này là sai, nên toàn bộ bằng chứng của Maimonides là không hợp lệ. Với quan điểm thứ hai, chứng minh cũng bị bác bỏ vì hai lý do...
Từ đó, ông đi đến kết luận rằng tôn giáo không dựa trên khoa học thực nghiệm, nhưng khoa học không mâu thuẫn với tôn giáo, vì chân lý không thể tự mâu thuẫn với nhau.
Crescas cũng đặt nghi vấn về bằng chứng siêu hình của Maimonides, đặc biệt về tiên đề bất khả của chuỗi nhân quả vô tận. Thay vào đó, Crescas đưa ra bằng chứng siêu hình của riêng mình:
Nguyên nhân và kết quả có thể vô hạn hoặc hữu hạn, nhưng kết luận chắc chắn rằng phải có một số nguyên nhân chung của tất cả, và điều này cần đến sự tồn tại hơn là không tồn tại. Đây là lý do cho cả khối tổng thể toàn bộ, trong đó sự tồn tại vượt trên không tồn tại, đó chính là Thiên Chúa, <đáng phước hạnh thay Ngài>. Do đó, sự tồn tại của Chúa đã được chứng minh không chút nghi ngờ gì nữa.
Từ đó, Crescas thừa nhận Thiên Chúa tồn tại và có thể chứng minh điều này một cách hợp lý, nhưng không thể biết được ý chí và thuộc tính của Ngài.

#### Thiên Chúa yêu thương và vui mừng
Maimonides dùng lại công thức Aristoteles cho rằng Thượng Đế là một lý trí tự nhận thức. Gersonides hoàn toàn ủng hộ luận điểm này. Do đó, những triết gia tôn giáo trước Crescas tin rằng Thiên Chúa là lý trí thuần túy.
Mặt khác, những người ủng hộ Aristoteles cũng gán thuộc tính vui mừng cho Chúa. Chẳng hạn, Gersonides thậm chí còn thêm sự vui mừng thiên thượng vào danh sách năm nền tảng đức tin.
Crescas chỉ ra rằng triết học Aristoteles chứa đựng mâu thuẫn khi coi Thượng Đế chỉ là trí tuệ thuần túy, không thể lệ thuộc vào cảm xúc. Còn theo Crescas, Thiên Chúa không phải trí tuệ thuần túy, mà thực sự có niềm vui, nhưng không phải cảm xúc vui mừng trong các tạo vật như con người mà thể hiện qua hành động. Nói cách khác, sự vui mừng trong Chúa là hành động của Ngài, chủ yếu trong hai việc chính là tạo ra và duy trì thế giới. Hơn nữa,  Ngài lấp đầy thế giới bằng tình yêu thương khiến cho nó trở nên hài hòa. Một số nhà nghiên cứu hiện đại nhìn nhận đây là ý nghĩa chính của Crescas trong luận điểm này.
Công thức phước lành mà các hiền nhân đặt ra: "trong sự hiện diện có sự vui mừng" phải được hiểu theo nghĩa đen, chứ không phải ngụ ý... Vì sự vui mừng là thuộc tính phổ quát của Thiên Chúa nên từ đó đổ ra sự tốt lành, các tạo vật nhận được sự tốt lành này. Do đó, sự vui mừng đích thực là "trong sự hiện diện của Ngài, ấy có vui mừng". Nơi Ngài ngự (tiếng Hebrew: במעונו, đã Latinh hoá: bemeono) tức là vương quốc thiên đàng (tiếng Hebrew: במשכנו, đã Latinh hoá: bemishkano), nơi các sinh linh (linh hồn)(tiếng Hebrew: רוחניים, đã Latinh hoá: ruhaniim) cư ngụ.
Vì tình yêu thương và sự vui mừng có địa vị bản thể cao như vậy, và vì con người được dựng nên giống Chúa, nên Crescas đề cao những cảm xúc này ở con người, tình yêu thương mới là mục tiêu tối thượng của con người. Trong quá trình suy tư, ông cũng giải quyết được nan đề báo ứng của đức tin. Theo Crescas, một người không tự do lựa chọn đức tin mà bị lý trí tác động, vậy thì làm sao đức tin có thể dẫn đến hình phạt hay phần thưởng được? Câu trả lời không nằm ở bản thân đức tin, mà chính do những cảm xúc đi kèm mới dẫn đến báo ứng khác nhau. Các kết quả khác nhau không phải do tin gì mà do cảm xúc khi tin mang lại. Hình ảnh này khẳng định tính ưu việt của ý chí so với lý trí, điều này có thể chịu ảnh hưởng từ John Duns Scotus.

#### Thuyết tất định và quyền tự do lựa chọn

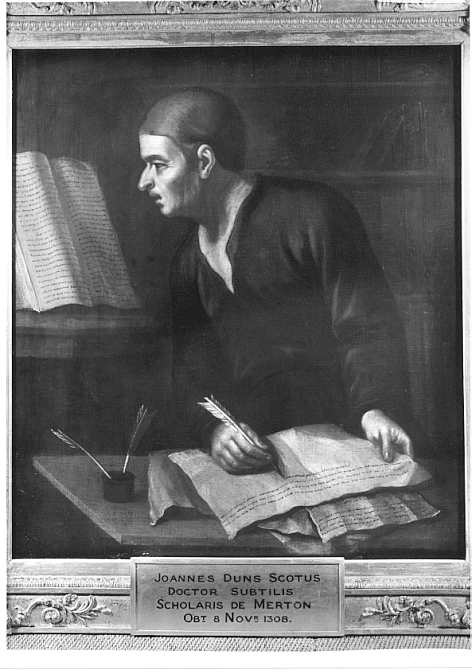
John Duns Scotus

Crescas có quan điểm cấp tiến khá đặc biệt về vấn đề ý chí tự do có khả năng tương thích với sự toàn tri của Đấng toàn năng nắm giữ tương lai. Quan điểm này không đến từ triết học Hy Lạp mà từ chủ nghĩa kinh viện Latinh, chủ yếu là John Duns Scotus. Điều này là khả dĩ vì có hai thầy giáo Alfred Gonteri (Anfredus Gonteri) và Peter Tomay (Peter Thomae) dạy học ở Barcelona ngay gần khu Do Thái, hai người là "tín đồ" của Scotus. Phân tích của Crescas bắt đầu với việc liệu có tồn tại khả năng tương thích này hay không. Xem xét cả hai lập trường ủng hộ cũng như phản đối, Crescas đi đến kết luận rằng có, nhưng bản thân việc đó cũng là tiền tất định về nguyên nhân tạo thành nguyên nhân.
Như vậy, nguyên nhân làm ý chí biểu đạt, nhưng bản thân ý chí vẫn là tự thân nó, không bị phụ thuộc và cưỡng ép (tiếng Hebrew: חייוב והכרח, đã Latinh hoá: hiyuv vehekreh). Như chính bản chất đã nêu, xác xuất để đưa ra các lựa chọn là như nhau, trừ khi nguyên nhân tạo ra một ước vọng lớn hơn các tùy chọn còn lại, nên người (đưa ra lựa chọn) không cảm thấy bị ép buộc hay hạn chế gì cả (tiếng Hebrew: לא ירגיש בשום הכרח ואונס, đã Latinh hoá: lo yargish be-shum hekrekh ve-ones vehekreh). Vì ước vọng được giữ bằng nhau nên được gọi là ý chí chứ không phải nhu cầu.
Điều này trên thực tế mang nghĩa tất định hoàn toàn, mà theo chính Crescas sẽ là nguy hiểm khi áp dụng cho số đông. Vấn đề đức tin của Crescas còn được đẩy đi xa hơn. Đức tin bị thuyết tất định ngự trị và không còn chút ảo tưởng nào về quyền tự do chọn lựa nữa. Con người sẽ thấy đức tin mình là một sự ép uổng.
Như đã giải thích thì ý chí không liên quan gì đến đức tin cả, nhưng tín hữu có nhu cầu cảm nhận mình là người tin, rõ ràng chúng ta không có lựa chọn nào khác ngoài việc định nghĩa (sự) lựa chọn và ý chí như sự kết nối, kết hợp đức tin với tín hữu. Đây chính là sự vui thích khi Ngài ban phước cho chúng ta. Sự ban phước ấy gồm cả đức tin và lòng chuyên tâm để bảo vệ chân lý, không còn nghi ngờ gì nữa đó chính là vấn đề của ý chí và lựa chọn.

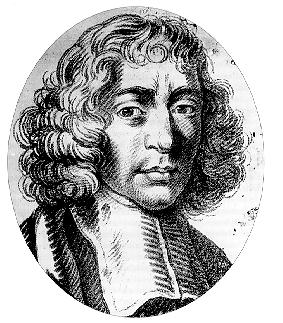
Benedict de (Baruch) Spinoza

Về vấn đề này, những câu hỏi quan trọng nhất được đặt ra là giáo lý này kết hợp với nguyên tắc báo ứng và ý nghĩa điều răn là gì. Thật vậy, ích lợi gì khi trừng phạt tên tội phạm hay ban thưởng cho người công chính khi cả hai đều không được tự do đưa ra hành động của mình? Crescas giải đáp cả hai vấn đề này. Thứ nhất, phần thưởng hay hình phạt tự xảy ra, giống như bị bỏng khi đến gần lửa quá. Điều răn được thiết kế để cứu một người khỏi các rắc rối. Ở đoạn khác, Crescas đề xuất hình phạt và phần thưởng không kèm theo hành động vì đã được sắp đặt trước, chẳng qua cảm xúc đánh giá theo hành động thôi. Như vậy, tính tất định của Crescas có đối tượng là hành động và đức tin chứ không phải cảm xúc. Một người có thể vô tình trở thành vô thần, nhưng lại cảm thấy buồn thì điều này nằm ngoài ý chí tự do. Sự tự do còn sót lại này phân biệt thuyết tất định của Crescas với Spinoza. Rõ ràng, Crescas không đưa bất kỳ phần thưởng nào cho đức tin và đức tin cũng không ảo tưởng về tự do nào cả.
Theo một số nhà nghiên cứu, có thể Crescas muốn an ủi cộng đồng Marranos là những người bị ép phải chịu rửa tội cải đạo. Samuel David Luzzatto chỉ trích quan điểm tất định của Crescas, coi đó là nguồn gốc dị giáo Spinoza. Về sau, nhà nghiên cứu Harry Wolfson cũng chỉ ra rằng luận điểm tự do lựa chọn là ảo tưởng của Spinoza đã được Crescas trình bày trước đó.

### Triết học tự nhiên
Chắc chắn Crescas có đóng góp giá trị cho sự phát triển của vật lý, dù rất khó định giá chính xác quan điểm của ông độc đáo và nguyên bản đến mức nào. Một số sử gia cho rằng Crescas là người đầu tiên tích cực ủng hộ khái niệm không gian đồng nhất vô hạn, so sánh cuộc cách mạng quan điểm không gian này với Copernicus. Các sử gia khác lại đặc biệt chú ý đến việc Crescas từ chối công nhận vật thể cũng là vùng không gian chiếm giữ. Ngược lại, có một số lưu ý cho thấy tương đồng với lý thuyết của Joannes Philoponus và Hibat Allah Abu'l-Barakat al-Baghdaadi trong bối cảnh không có bằng chứng hay lý do để chúng ảnh hưởng trực tiếp đến nhau. Một số coi ông là đại diện trí tuệ nhưng tiêu biểu cho chủ nghĩa kinh viện thời đại mình. Dù thế nào thì Crescas cũng chỉ giới hạn trong việc chỉ trích các nhà tư tưởng đi trước mà không hề đưa ra một lý thuyết mạch lạc riêng nào. Có lẽ vì niềm tin của ông cho rằng sức mạnh tâm trí đủ để chỉ trích các thành tựu do tâm trí xây nên, nhưng không đủ để hiểu thấu chân lý.

#### Vô hạn thực tại
Aristoteles và học trò phủ nhận sự tồn tại của vô hạn thực tại vì giả định ngược lại sẽ dẫn đến nghịch lý, nhưng thừa nhận vô hạn tiềm năng, ví dụ như thời gian có thể quay ngược lại vô tận. Một số tác giả như Gersonides lại phủ nhận tính vô hạn tiềm năng của những đại lượng định lượng như thời gian. Các sử gia khoa học cho rằng Galileo đã có những ý tưởng đầu tiên về tập hợp vô hạn thực sự, rất lâu trước khi Georg Cantor phát triển lý thuyết tập hợp vô hạn. Trước cả Galileo, Crescas cũng đã có những suy nghĩ tương tự. Tranh luận về khả năng tồn tại chuỗi vô tận các lập luận riêng biệt, mỗi lập luận là nguyên nhân của lập luận tiếp theo và tất cả đều tồn tại đồng thời, vì chúng là vĩnh cửu, Crescas viết:
Và vì vậy, nếu giả định sự tồn tại của một chuỗi nguyên nhân và kết quả, trong đó (phần tử) thứ nhất là nguyên nhân của thứ hai, và thứ hai là nguyên nhân của thứ ba, v.v..., tôi muốn biết bằng cách nào khi mà tiếp tục giả định nguyên nhân chung cho tất cả các quan hệ này thì liệu có thể phủ nhận sự vô hạn về số lượng nguyên nhân và kết quả không?
Một số ý tưởng của Crescas được Giafrancesco Pico della Mirandola diễn tả lại bằng tiếng Latinh. Rất có thể từ đó mà ảnh hưởng lên Galileo, nhưng điều này chưa được chứng minh. Nếu thực sự Galileo tiếp thu điều này thì Crescas là người đầu tiên lập luận khả năng tồn tại của vô hạn thực tại và những khái niệm so sánh "lớn hơn", "bằng" và "nhỏ hơn" đối với tập vô hạn phải được định nghĩa khác đi. Ông đã phân biệt rõ ràng giữa tập hợp số hữu hạn và vô hạn phần tử.

#### Bản chất không gian và thời gian
Theo Aristoteles, không gian được xác định bởi vật thể chiếm giữ không gian và sự trống rỗng là bất khả. Ngược lại, Crescas lại cho rằng tồn tại không gian trống để vật thể chuyển động trong đó. Mặc dù thuyết Pitago (Crescas gọi là "nhiều người xưa") đã đưa ra nhận thức về sự trống rỗng và Crescas cũng tiếp thu thông qua Aristoteles, nhưng quan điểm của Crescas khác hẳn. Đặc biệt, ông phủ nhận vai trò của sự trống rỗng (hư vô) trong sáng tạo vạn vật. Tuy nhiên, khi giải thích quan điểm sự trống rỗng ngập tràn và có trước vạn vật, Crescas lại trích dẫn ẩn dụ trong Talmud: "Và theo ý muốn Chúa, Ngài là nơi ở của thế gian". Bằng chứng này dường như cho thấy ảnh hưởng từ Kabbalah.
Do đó, phù hợp với chân lý tự chứng minh và tự đồng thuận, nơi chốn thực sự là sự trống rỗng. Điều khẳng định được suy ra từ thực tế là nơi chốn có thể tương ứng với nơi chốn toàn thể hoặc thành phần... Vì ý nghĩa nơi chốn thường được chấp nhận, nên nhiều người xưa đã đồng nhất nơi chốn thực sự của sự vật với hình thức của nó, vì hình thức xác định sự vật và đặc trưng (cá thể hóa) chúng, trong khối toàn thể và từng thành phần.
Tương tự với thời gian cũng không phụ thuộc vào chuyển động các vật thể mà có từ trước. Crescas là người đầu tiên bước từ quan niệm không gian và thời gian gắn liền với vật thể của Aristoteles rằng quan niệm của Newton: không gian và thời gian có trước vật thể. Cách nghĩ của Crescas đổi mới và khác với Aristoteles, không gian của Crescas là liên tục vô hạn có thể chứa nhiều thế giới. Crescas cũng giống Aristoteles ở chỗ quan niệm thời gian vô hạn, nhưng khác ở điểm tồn tại độc với vật thể và chuyển động của chúng. Ngoài ra, đối với Crescas, khoảng thời gian đã qua đến thời điểm hiện tại cũng là vô hạn.

#### Lý thuyết chuyển động
Crescas chống lại lý luận Aristoteles rằng đất và nước đi xuống, không khí và lửa đi lên. Ông quan niệm tất cả đều có trọng lượng và xu hướng đi xuống, chỉ là một số mạnh hơn trong khi số khác yếu hơn. Đồng thời, những thứ nặng hơn xu hướng về tâm điểm thế giới thế chỗ những thứ nhẹ hơn.
Khi nói về chuyển động cưỡng bức như khi ném hòn đá lên, chúng bị chi phối bởi quan điểm của người Hy Lạp nổi tiếng [Aristoteles] rằng các nguyên tố có chuyển động tự nhiên trái ngược nhau, theo đó hòn đá có xu hướng rơi xuống còn lửa lại hướng lên. Và suy luận rằng một số nguyên tố, như đất chỉ có sức nặng, lửa chỉ có sức nhẹ, còn nước và không khí kết hợp cả nặng lẫn nhẹ. Quan niệm này vẫn chưa được giải thích đầy đủ, và sẽ không thể nào giải thích nổi. Vì có thể nói rằng mỗi nguyên tố đều có sức nặng, chỉ là sức nặng khác nhau. Như vậy, lửa đi lên là do trọng lực không khí đẩy ngọn lửa từ bên dưới. Tương tự nếu vứt hòn đá vào nồi nấu vàng hoặc chì nóng chảy hay thủy ngân thì đá có xu hướng đi lên do sức nặng của kim loại ép lên.
Ngược với Aristoteles chống lại đa thế giới khi cho các nguyên tố di chuyển từ thế giới này sang thế giới khác. Crescas phủ nhận điều này mà cho rằng mỗi nguyên tố đều đi về tâm điểm thế giới của nó. Đồng thời, Crescas cũng phủ nhận tâm điểm thế giới là nguyên nhân gây ra mọi chuyển động, mỗi vật chuyển động nhờ vào bản chất và cấu trúc chính nó.
Crescas phủ nhận luận điểm Aristoteles rằng vật chất Trái đất và các thiên thể có bản chất khác nhau. Nhưng ông không suy luận tiếp rằng thiên thể cũng có thể bị hủy diệt. Cả thiên thể và vật thể trên đất đều có chuyển động tự nhiên. Crescas kiên trì lặp lại luận điểm này đã góp phần to lớn cho cơ học thiên thể tiếp tục phát triển. Trong các chuyển động tự nhiên, Crescas khảo sát chuyển động của sắt đối với nam châm và khẳng định chuyển động này xảy ra do bản chất và cấu trúc chính nó. Quan trọng nhất là về chuyển động tự quay của các thiên cầu, không đòi hỏi giả định về động cơ vĩnh cửu trong bầu trời. Điều này bác bỏ việc Maimonides và những người trước thời Crescas vẫn dùng chuyển động các thiên thể làm bằng chứng cho sự tồn tại của Chúa.

#### Sáng tạo không gian và thời gian
Theo Crescas, thời gian là vô tận, liên tục và tồn tại độc lập với vật thể (không gian). Có chỗ ông viết rằng thời gian ngự trong linh hồn, mang tính chủ quan. Ở chỗ khác, Crescas lại lập luận rằng thời gian được trí tuệ lĩnh hội nên mang tính khách quan.
Thế giới được sáng tạo vào một thời điểm nào đó trong dòng thời gian, tức là thời gian đã tồn tại trước khi thế giới được tạo ra. Crescas dùng lời Talmud để chỉ ra điểm này "như Rabbi Yehuda bar Simon nói: 'trật tự thời gian ở trước mặt chúng [trời và đất]'". Dựa trên quan điểm này, câu hỏi được đặt ra là thời điểm này có gì đặc biệt đáng chú ý để chọn làm thời điểm sáng tạo. Gersonides từ chối trả lời loại câu hỏi kiểu này. Crescas đưa ra một giải pháp hoàn toàn khác cho câu hỏi: Đấng toàn năng liên tục tạo ra các thế giới nối tiếp nhau theo trình tự thời gian. Bên cạnh lập luận, Crescas củng cố quan điểm của mình bằng Talmud: "Chúa đã tạo ra các thế giới và phá hủy chúng".
Crescas thừa nhận các thế giới có giá trị như nhau nhưng có xu hướng cho rằng trong một chuỗi thế giới, cái sau sẽ hoàn hảo hơn cái trước. Đồng thời, thế giới chúng ta có thể tồn tại mãi mãi hoặc bị một thế giới hoàn hảo hơn thay thế, giống như thế giới động vật hoàn hảo hơn thế giới thực vật. Crescas lưu ý không thể dùng lý trí chứng minh điều này, mà chỉ có thể ghi nhận từ truyền thống Kabbalah. Trong tư liệu khác, Crescas trích dẫn Yehuda Halevi: "Ngoài ra, tín đồ luật pháp [Torah] tự thấy cần phải chấp nhận ý tưởng về vật chất vĩnh cửu và nhiều thế giới tồn tại liên tiếp, điều này sẽ không làm giảm đức tin người đó rằng thế giới này được tạo ra trong thời gian và loài người từ Adam và Nô-ê mà ra". Crescas cũng trích dẫn câu Talmud khác để diễn giải việc thế giới chúng ta bị phá hủy và có thế giới khác thay thế: "Thế giới chúng ta tồn tại trong 6.000 năm, và 1.000 năm nữa sẽ bị hủy diệt".
Không có chỗ nào trong các tác phẩm của Crescas chỉ ra chuỗi thế giới có vô hạn hay không. Khi phân tích tái dựng lại về Crescas, các nhà nghiên cứu Harry Wolfson và M. S. Urbach cho rằng chuỗi thế giới theo Crescas là vô tận. Từ đó, có thể thấy bức tranh màu sắc lạc quan về thế giới là một chuỗi vô hạn các thế giới đang được cải thiện.

#### Đa thế giới
Aristoteles không công nhận có nhiều thế giới, và lập luận dựa trên không thể tồn tại số lượng vô hạn, ông cho rằng bên ngoài thế giới chúng ta sẽ không thể nào có chân không vô hạn cũng như phương tiện vật chất vô hạn. Crescas bác bỏ điều này và cũng lưu ý một lập luận yếu khác của Aristoteles khi phủ nhận đa thế giới, rằng nguyên tố thế giới này sẽ rơi sang thế giới khác. Crescas cho rằng kể cả trong khuôn khổ lý thuyết Aristoteles, mỗi nguyên tố đều có vị trí tự nhiên riêng trong thế giới đó chứ không phải thế giới khác, cũng không thể xảy ra việc tràn ngập một nguyên tố được. Tất cả điều này đưa Crescas đến lập luận một vũ trụ vô hạn có thể chứa nhiều thế giới. Nhưng Crescas không trình bày rõ về hệ quả của nó là có vô số thế giới trong vụ trũ vô hạn, điều này chỉ đến qua nghiên cứu tái dựng của Harry Wolfson. Wolfson cũng lưu ý chi tiết Crescas coi số lượng thế giới được Talmud đề cập chỉ là một sự cường điệu.
Một trích dẫn quan trọng khác được Crescas sử dụng từ Talmud "Chúa đi qua 18 nghìn thế giới". Crescas tiên phong đưa ra ý tưởng những thế giới này được Chúa dẫn dắt. Crescas mô tả Đấng toàn năng tạo ra các thế giới từ lòng tốt và thương xót của Ngài, càng nhiều thế giới thì sự tốt lành của Chúa càng thể hiện rõ. Tuy vậy, chính Crescas lại có những chi tiết phản đối vô hạn thực tại, có thể ông đã phát triển về sau. Từ đó đưa đến kết luận rằng sự khôn ngoan của Đấng Tạo hóa đã giới hạn số lượng thế giới.
Mặc dù khả năng này [sự tồn tại của vô số thế giới] là đúng và chắc chắn, nhưng chúng ta không thể biết được bản chất thực sự của những gì bên ngoài thế giới mình bằng các phương pháp nghiên cứu hợp lý. Do vậy, các Hiền nhân Talmud <bình an cho các ngài> nhận ra phải cảnh báo chúng ta không nên tham gia nghiên cứu, tìm tòi "cái gì trên cái gì dưới, cái gì có trước cái gì có sau".

#### Khoa học và tôn giáo
Crescas mang đến mô tả mới về liên hệ giữa khoa học và tôn giáo, hai phạm trù không đối kháng mà hợp tác với nhau. Tôn giáo được thiết kế để cải thiện không chỉ tâm hồn mà cả tâm trí, còn khoa học có thể giúp tôn giáo giải thích các điều răn. Con người không nên đọc sách Sáng thế ký qua lăng kính của lý thuyết vật lý đương thời, cũng như không nên điều chỉnh các lý thuyết vật lý phải phù hợp với Kinh Thánh.

#### Vật chất và hình thức
Theo Aristoteles, vật chất có đặc tính tiềm ẩn và chỉ trở thành đối tượng thực tế khi được có hình thức làm chủ. Crescas mang lại ý tưởng vật chất phù hợp hơn, hình thức chỉ là  phụ thể. Nhưng Crescas vẫn giữ lại thuật ngữ "hình thức" vì có sự khác biệt đáng kể với các phụ thể khác.

### Các nguồn tham khảo triết học của Crescas

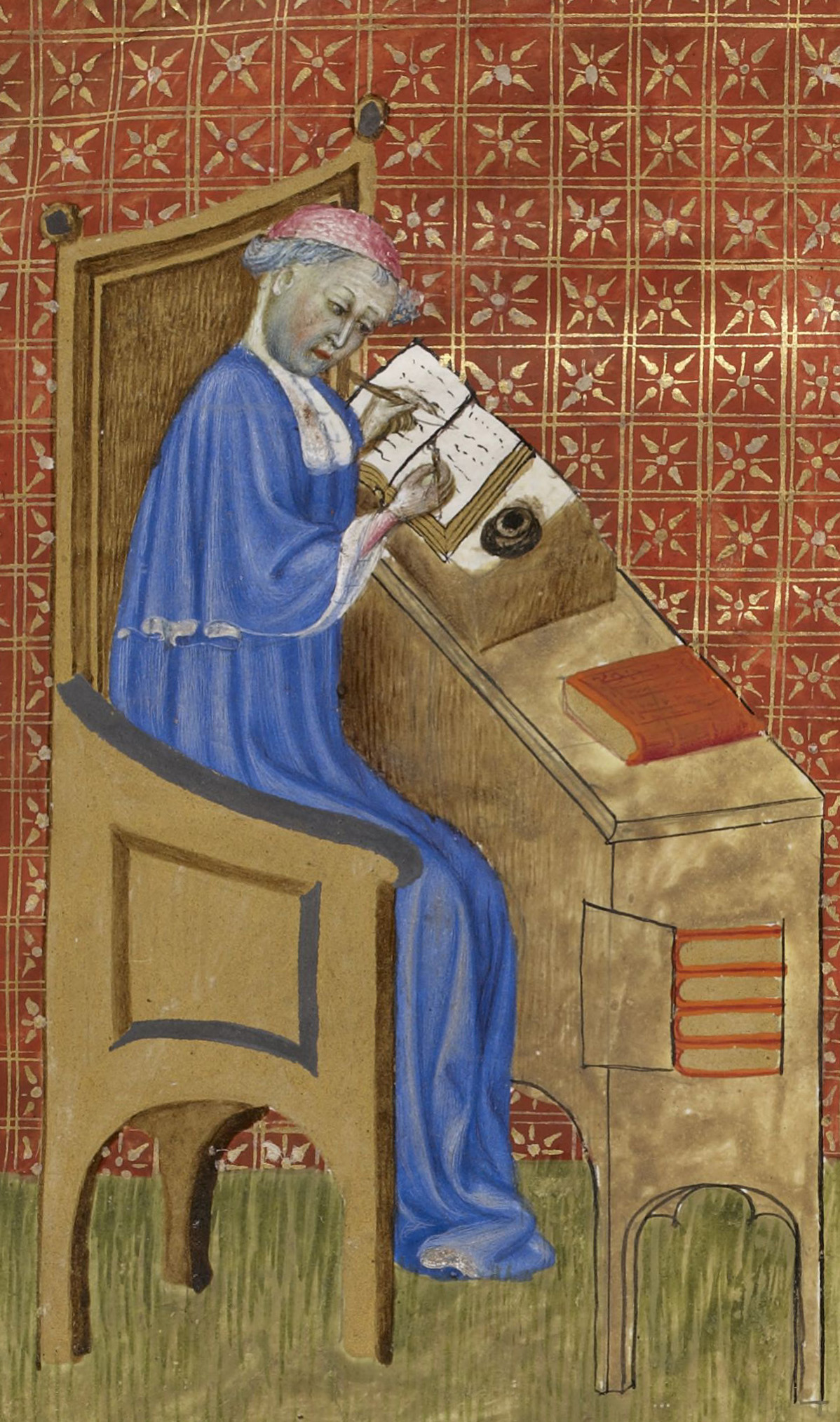
Nicole Oresme

Năm 1917, Pierre Duhem là người đầu tiên đề xuất ý tưởng Crescas chịu ảnh hưởng từ Nicole Oresme, không chỉ từ nội dung mà còn do sự gần gũi về địa lý. Cả Oresme và Crescas đều từng ở Navarra, đều phục vụ triều đình, Crescas đại diện cho Martin I còn Oresme dưới tay vua Pháp Charles V. Có thể hai người đã gặp nhau trực tiếp. Trước Crescas đến 30 năm, Nichole đã thảo luận về những vấn đề như đa thế giới và không gian, thời gian vô hạn. Luận đề của Duhem "nhà hội Do Thái chỉ phản ánh sự phát triển của chủ nghĩa kinh viện Kitô giáo" bày tỏ chắc chắn Oresme có ảnh hưởng tới Crescas, rồi từ đó tác động đến Spinoza. Nhưng có những khác biệt lớn giữa Oresme và Crescas khiến Wolfson đi đến kết luận ngược lại rằng Crescas mới là một nhà nhà tư tưởng độc đáo và sâu sắc.
Oresme đề cập về đa thế giới cả trong không gian và theo trình tự thời gian. Ông kết luận rằng chỉ có thế giới mà chúng ta biết là hiện hữu, dù cho Đấng Tối Cao có thể đã tạo ra nhiều thế giới. Crescas lại tin rằng không có đủ bằng chứng để đồng ý hoặc phủ nhận đa thế giới.

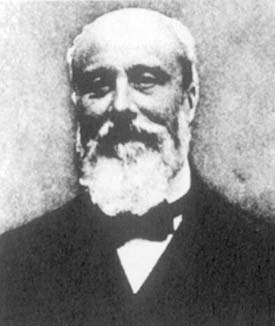
Pierre Duhem

Thoạt nhìn thì có vẻ như cả hai triết gia đều có chung quan điểm về không gian, thời gian và chân không vô hạn; nhưng nghiên cứu sẽ thấy có những khác biệt cơ bản. Crescas coi không gian và thời gian là những thực tại vật lý, không gian trong và ngoài thế giới chúng ta là như nhau, thời gian cũng như nhau trong chuỗi thế giới. Không gian và thời gian là liên tục và có thể chia cắt được. Còn Oresme nói bên ngoài thế giới chúng ta chỉ có Chúa hiện hữu, thể siêu chân không là không thể chia cắt được và gắn với Chúa. Lý thuyết Oresme đề cập đến thần học hoặc chủ nghĩa thần bí nhưng không liên quan đến vật lý. Khác với Crescas, Oresme không bác bỏ học thuyết Aristoteles về không gian và thời gian, nhưng chỉ giới hạn chúng trong khuôn khổ thế giới chúng ta.
Crescas không nói đến Nichole Oresme, trong khi trích dẫn Aristoteles, Maimonides và Gersonides nhiều lần. Ngoài ra, Crescas cũng dùng các ý tưởng và tác phẩm của Avicenna, Al-Farabi, Al-Ghazali, Abraham ibn Daud, Themistius, Averroes, Ibn Baja, Al-Tabrizi, Aléxandros thành Aphrodisias, Moshe Narboni, Apollonius xứ Perga, dù không phải tất cả đều được dịch sang tiếng Hebrew cũng như Crescas không biết tiếng Hy Lạp. Ngoài ra, ông còn đề cập nhưng không nhắc đến tên "các nhà thông thái cổ đại" (có thể ám chỉ những người theo trường phái Pitago) "các bình luận gia của Aristoteles", "các triết gia khác ngoài Aristoteles", "các tác giả sau này", "một trong những bình luận gia về Người hướng dẫn", "học trò của Avicenna và Al-Ghazali".
Các nhà nghiên cứu hiện đại cũng nhận thấy quan điểm Crescas về thuyết tất định và ý chí tự do chịu ảnh hưởng từ Duns Scotus và Aber xứ Burgos. Ảnh hưởng của Tôma Aquinô cũng được ghi nhận, đặc biệt trong học thuyết tình yêu.

### Tầm ảnh hưởng
| Giai đoạn Hasdai Crescas trong Lịch sử Do Thái giáo      |
| -------------------------------------------------------- |
| Zugot Tannaim Amoraim Savoraim Geonim Rishonim Acharonim |

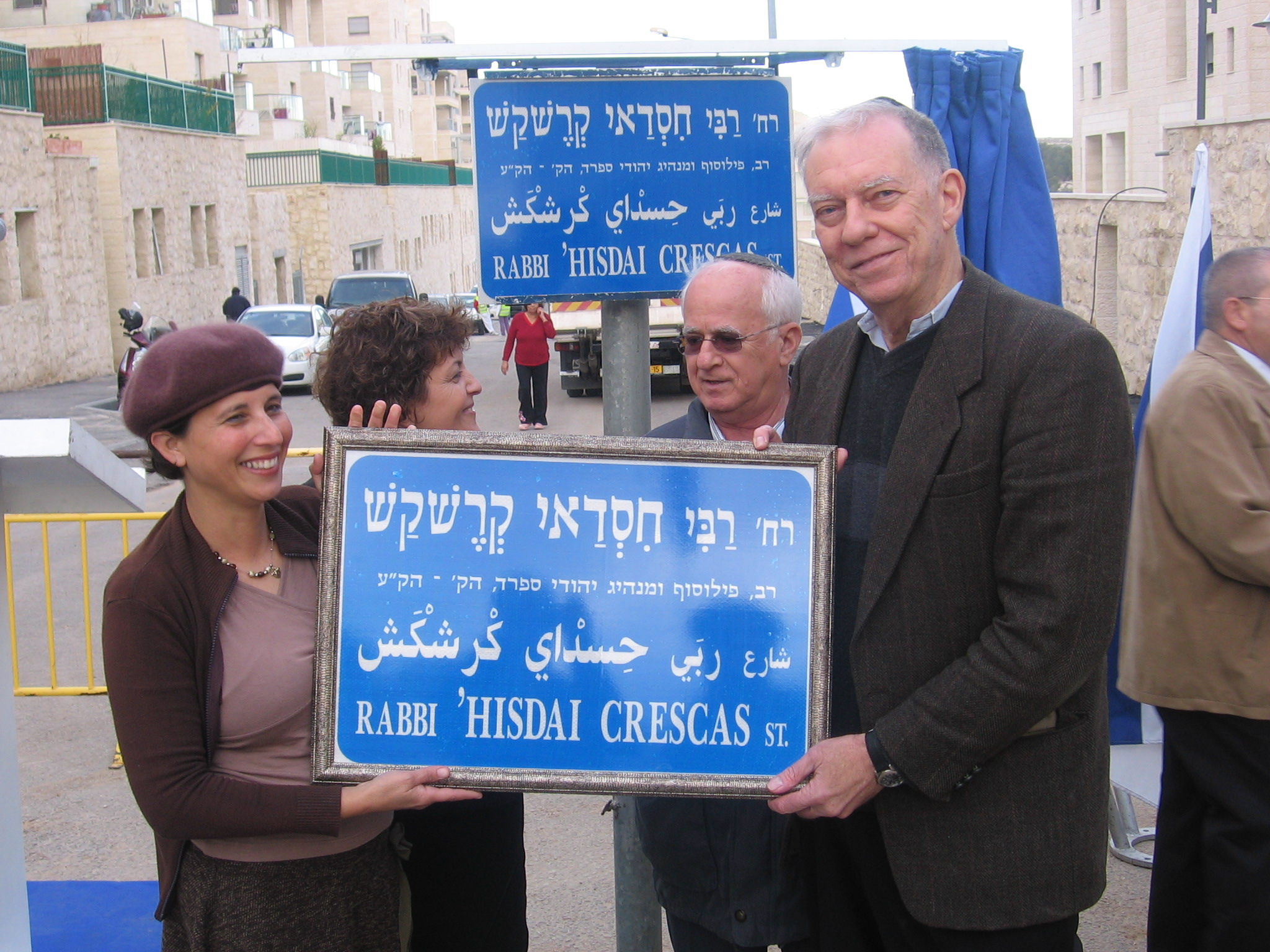
Lễ khai trương đường Crescas ở Jerusalem ngày 12 tháng 1 năm 2011

Crescas không để lại bộ đáp từ (responsa) hay các tác phẩm khác về halacha (luật học Do Thái) nào. Dầu vậy, những quyết định của ông được các nhà halacha nhiều lần trích dẫn như Joseph ibn Habib (trong Nimukei Yosef) và Rivash. Crescas tác động mạnh nhất đến những học trò thân cận, nổi tiếng nhất là Josef Albo. Spinoza đã đọc bản gốc nguyên văn của Crescas và mô tả lại bằng chứng siêu hình về sự tồn tại của Chúa theo Crescas trong Thư về vô hạn. Bằng nhiều cách, Crescas có lẽ đã góp phần vào việc Spinoza phê bình Aristoteles. Ngoài ra, một số nhà nghiên cứu cho rằng việc Crescas mô tả không gian trống rỗng bao trùm tất cả các vật thể, ẩn dụ với Chúa là bước đầu tiên hướng tới hệ thống Spinoza xây dựng. Trong đó, Chúa cũng là một thực thể, có thuộc tính mở rộng. Bản chất vấn đề này được Crescas tiến hành đối chứng và hiểu theo nghĩa đen.
Gianfrancesco Pico della Mirandola mô tả lại Crescas trong Examen vanitatis doctrinæ gentium (Khảo sát tính vô ích của giáo lý Dân Ngoại), dù chưa rõ ông tiếp cận với các tác phẩm Crescas như thế nào. Wolfson tin rằng sự phê bình Aristoteles của Crescas còn tạo ra âm hưởng cho Giordano Bruno. Học giả lịch sử triết học Shlomo Pines đồng thời là dịch giả bản tiếng Anh cổ điển của Maimonides' Guidebook (Sách hướng dẫn Maimonides) không chút nghi ngờ mà tuyên bố Crescas là một trong những nhà tư tưởng đã dẫn đến sự sụp đổ của chủ nghĩa Aristoteles ở châu Âu.
Tác phẩm Đối thoại về tình yêu của Judah Leon Abravanel chịu ảnh hưởng trực tiếp từ lời dạy của Crescas về tình yêu thiên thượng, đồng thời mở rộng sang phạm vi ái tình nam nữ.
Ảnh hưởng của Crescas được ghi nhận trong sự phát triển lý thuyết sephirot của những nhà Kabbalah như Meir ibn Gabbai.
Người sáng lập phong trào Haskalah Moses Mendelssohn, đề cập đến Crescas trong tác phẩm Jerusalem như một triết gia tôn giáo vĩ đại với thành tựu cho thấy các điều răn giới luật chỉ tác động, điều chỉnh đến hành vi, hành động con người (mà không phải là đức tin).
Về phía đối lập lại với Crescas, đáng chú ý là những người ủng hộ Maimonides như Abrabanel và Shem Tov Ibn Shem Tov II, cũng như Shimon ben Zemach Duran (Rashbats). Tuy phản đối nhưng họ vẫn dành sự tôn trọng đặc biệt với Crescas.
Trong vai trò lãnh đạo, Crescas được chính sử lẫn văn hóa dân gian đánh giá cao. Thậm chí có truyền thuyết về việc ông cầu nguyện được mưa xuống. Rabbi Yosef ben Jaavetz có cuốn sách phản triết học Ánh sáng cuộc đời tỏ sự khen ngợi đối với Crescas. Rabbi Yitsḥaḳ ben Mosheh (bút danh Efodi) dâng tặng cuốn sách Nỗi hổ thẹn của các dân tộc lên cho Crescas.
Càng về sau lại càng có nhiều người quan tâm đến những giảng dạy của Crescas. Năm 1920, chuyên khảo đầu tiên bằng tiếng Anh về Crescas của Meyer Waksman The Philosophy of Don Hasdai Crescas được xuất bản, trong đó tuyên bố Crescas không thua kém Maimonides về năng lực và chiều sâu phân tích. Tiếp đến là nghiên cứu cơ bản của Harry Wolfson xác nhận Crescas đã hình thành nên một thế giới quan mới. Trong bộ bốn tập Những trụ cột của tư tưởng Do Thái của Simcha Bonam Orbach dành hẳn một tập để nói về Crescas, gọi triết lý của ông là thành quả chín muồi nhất của tư tưởng Do Thái trung cổ. Năm 1971, giáo sư triết học Do Thái Eliezer Schweid viết trong lời tựa cho bản phục chế ấn bản in đầu tiên Or Adonai "Crescas đóng mang biểu tưởng triết gia nguyên bản và vĩ đại, không thua kém mà còn vượt hơn Maimonides về sự táo bạo và mới lạ trong phê bình". Giáo sư Zvi Langerman trích dẫn và ủng hộ "quan điểm đã có từ lâu rằng sự phê phán Aristoteles của Crescas là một bước ngoặt trong lịch sử khoa học".
Ngày 10-11 tháng 1 năm 2011, Trung tâm Nghiên cứu Lịch sử Do Thái Zalman Shazar ở Jerusalem tổ chức hội thảo "Rabbi Hasdai Creskas – Triết gia và Nhà lãnh đạo". Ngày 12 tháng 1, sau khi hội nghị kết thúc, thành phố Jerusalem đã chính thức long trọng khai trương con phố mang tên Hasdai Crescas. Trước đó tại Tel Aviv cũng đã có một đường phố mang tên ông.